# Kraftwerk Lawena

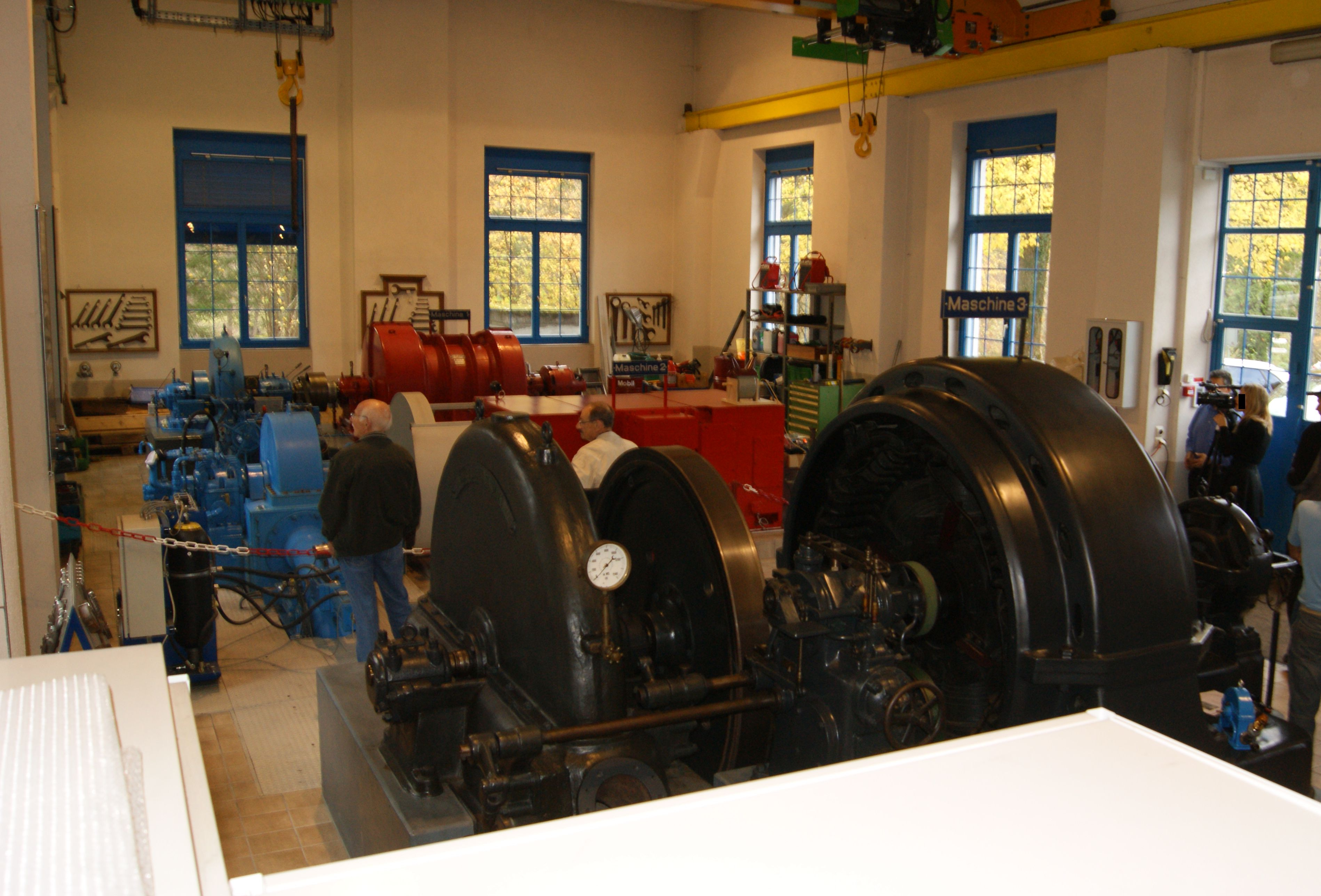
Maschinenhalle des Kraftwerkes in Triesen.

Das Kraftwerk Lawena ist eines von mehreren Wasserkraftwerken der Liechtensteinischen Kraftwerke (LKW) mit Sitz in Schaan im Liechtenstein. Das Kraftwerk (Maschinenhaus, 501 m ü. M.) selbst befindet sich in Triesen.
Das Kraftwerk Lawena nutzt den Höhenunterschied vom Lawenatal zum Maschinenhaus in Triesen mit etwa 878 Höhenmetern.

## Geschichte und Verwendung
Das Kraftwerk Lawena war das erste in Liechtenstein vom Land Liechtenstein betriebene Wasserkraftwerk. Vorläuferorganisation des Landeswerks Lawena (später Liechtensteinische Kraftwerke) war das Landes-Elektrizitätswerk Lawenawerk Liechtenstein. Dem Bau des Lawenawerkes samt Aufnahme der notwendigen Kredite hat die Liechtensteinische Bevölkerung durch eine Volksabstimmung vom 13. September 1925 mit 65,8 % der gültigen Stimmen zugestimmt.
Die Kraftwerksanlage wurde im Jahre 1927 in Betrieb genommen. Die ersten beiden Generatoren hatten eine Leistung von je 360 kW. 1946 wurde ein leistungsfähiger 900-kW-Generator installiert. 1987 wurde ein weiterer 2,9-MW-Generator in Betrieb genommen. 1987 wurden auch die Wasserfassung erneuert und der Ausgleichsstollen sowie die Druckleitung vergrößert und neu trassiert. Das Kraftwerk Lawena ist nach dem Kraftwerk Samina das zweitstärkste Wasserkraftwerk in Liechtenstein.

## Wasserrecht
Das Kraftwerk Lawena wurde bereits 1927 in Betrieb genommen. Gemäß § 3 des Gesetzes über die Liechtensteinischen Kraftwerke wurde die 1947 gegründete Anstalt öffentlichen Rechts (AöR) mit der Sacheinlage (Aktiva und Passiva) „des Landeswerkes Lawena, sowie Wasserrechte am Lawena-, Samina-, Malbun- und Valorschbach“, ausgestattet, wobei nach § 5 Abs. 1 „das ausschliessliche Recht der Auswertung der Wasserkräfte des Saminabaches und dessen Zuflüssen (Malbunbach und Valorschbach) von der Quelle bis zur Landesgrenze“ bei den LKW liegt.

## Technische Daten Kraftwerk
In Betrieb seit 1927. Das Kraftwerk Lawena dient der Erzeugung von Regelenergie. Quelle der Angaben: Liechtensteinische Kraftwerke
- Installierte Leistung: 900+2900 kW
- Baujahr: 1925/1946/1987
- Generatorspannung: 10.000 Volt
- Generatorhersteller: BBC
- Drehzahl: 1000/min bzw. 1500/min
- Turbinentyp: Pelton
- Turbinenhersteller: Escher Wyss AG
- Höhe Fassung / Sammelschacht: 1391 m.ü.M
- Höhe Wasserschloss: 1378 m.ü.M
- Höhe Kraftwerk: 502 m.ü.M
- Bruttogefälle: 878 m
- Länge Hangleitung / Stollen: 790 m
- Durchmesser Hangleitung: 2000 bis 2200 mm
- Speicher-Energieinhalt: 3500 kWh
- Speichervolumen: 2000 m3
- Länge Druckleitung: 2050 m
- Durchmesser Druckleitung: 450 mm
- Maximale Durchflussmenge: 400 l/s
- Einzugsgebiet: 5,9 km2 (Lawenatal)
- Auslastung / Jahr: 3350 Stunden
- mittlere Jahresproduktion 13,3 GWh
- Jahresproduktion 2000: 16,07 GWh

## Lawena Museum
Im selben Gebäude wie das Kraftwerk befindet sich auch das Lawena Museum (Elektromuseum).